# Cảnh Tinh Trung
Cảnh Tinh Trung (tiếng Trung: 耿精忠; bính âm: Gěng Jīngzhōng; Wade–Giles: Keng Ching-chung; 1644 – 1682) là con trưởng của Cảnh Kế Mậu và là cháu của Cảnh Trọng Minh. Ông là Tĩnh Nam vương đời thứ ba cai quản tỉnh Phúc Kiến, về sau nghe theo lời của Bình Tây vương Ngô Tam Quế mà dấy binh chống lại nhà Thanh trong Loạn Tam phiên. 

## Tiểu sử

### Khởi binh chống Thanh

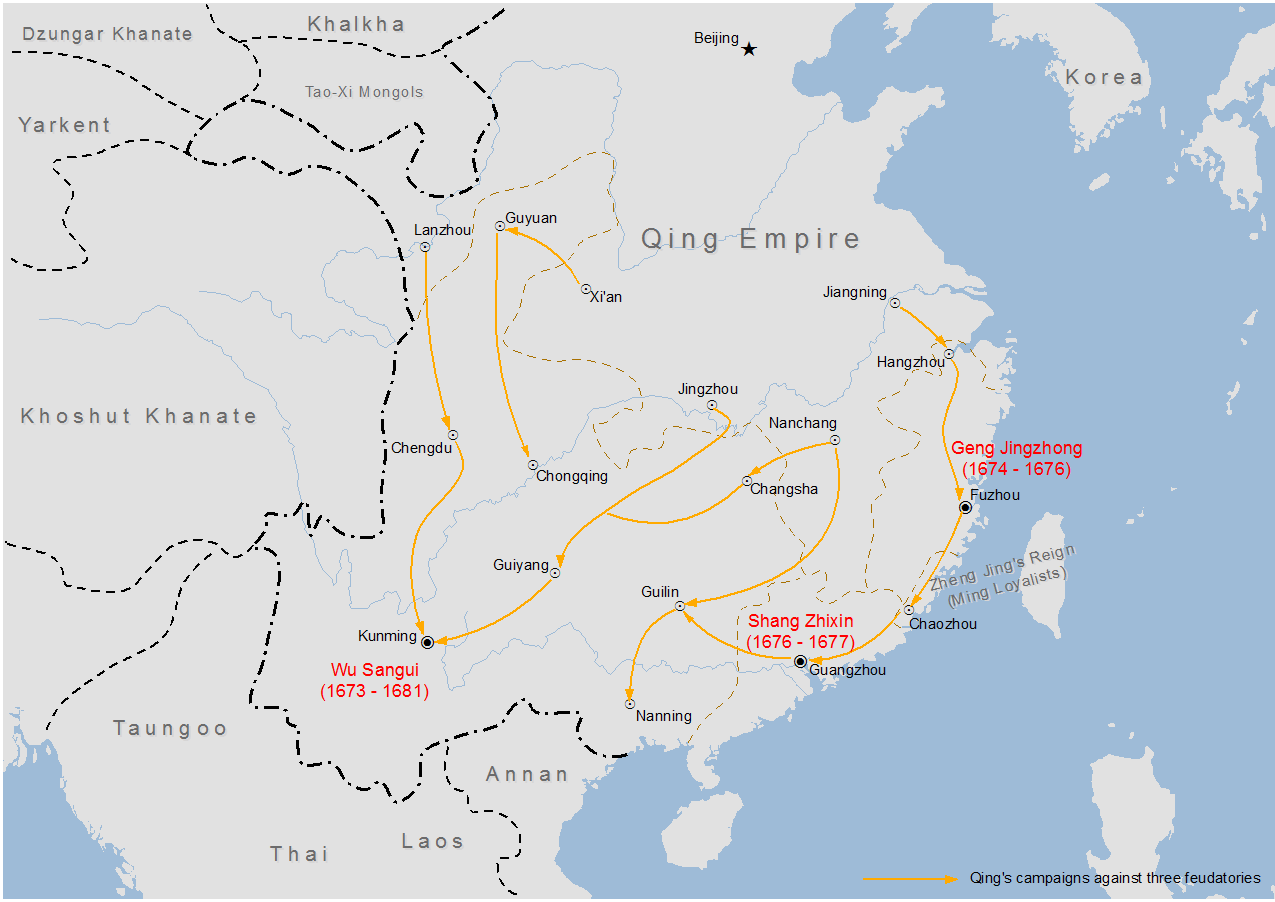
Lãnh địa do Cảnh Tinh Trung kiểm soát trong Loạn Tam phiên

Khi mới nhập quan vào năm 1644, nhà Thanh đã phong vương cho một số cựu tướng lĩnh nhà Minh về hàng, sau này chỉ còn lại ba phiên vương là Bình Tây vương Ngô Tam Quế, Bình Nam vương Thượng Khả Hỉ và Tĩnh Nam vương Cảnh Trọng Minh (sau truyền lại cho con là Cảnh Kế Mậu và cháu là Cảnh Tinh Trung). Ba lãnh địa này gọi chung là Tam phiên, trong đó mạnh nhất là thế lực của Ngô Tam Quế. Tháng 3 năm Khang Hi thứ 12 (1673), Thượng Khả Hỉ dâng sớ cáo lão về quê ở Liêu Đông an dưỡng tuổi già, đồng thời xin cho con mình là Thượng Chi Tín kế thừa. Khang Hi đế đồng ý cho Thượng Khả Hỉ từ chức nhưng không cho phép Thượng Chi Tín thế tập mà thay vào đó phái quan lại do triều đình bổ nhiệm đến trấn giữ. Tháng 7 cùng năm, Ngô Tam Quế và Cảnh Tinh Trung cũng dâng sớ xin hồi hưu nhằm thăm dò động tĩnh của triều đình nhưng không ngờ ý đồ của họ đã nằm trong dự tính triệt phiên của hoàng đế rồi.    
Ngày 6 tháng 8 cùng năm, Khang Hi đế đã hạ chỉ chấp thuận cho ba phiên vương được từ chức và di chuyển ra ngoài Sơn Hải Quan. Tức giận vì bị mất quyền lợi, ngay cuối năm đó, Ngô Tam Quế bèn phát động quân sĩ nổi dậy chống lại nhà Thanh, đồng thời sai người liên lạc kêu gọi hai phiên kia phối hợp. Cảnh Tinh Trung lúc này cảm thấy bất mãn vì không được giữ lại tước vị phiên vương cho con cháu mình tuy bề ngoài vẫn thần phục triều đình, Khang Hi đế bổ nhiệm con cựu thần Phạm Văn Trình là nho sĩ Phạm Thừa Mô làm Tổng đốc Phúc Kiến. Tuy nhiên, họ Phạm vừa tới Phúc Kiến chẳng bao lâu thì Ngô Tam Quế nổi loạn. Cảnh Tinh Trung không tỏ thái độ rõ rệt còn Phạm Thừa Mô cố gắng xây dựng một đội quân dẹp loạn, bèn xin hoàng đế cho lập đồn điền nhằm giảm bớt gánh nặng cho triều đình. 
Ngày 16 tháng 3 năm Khang Hi thứ 13 (1674), Cảnh Tinh Trung chính thức khởi binh, tuyên bố phục hồi tập tục triều Minh và xưng là nguyên soái, rồi sai người bắt giam Phạm Thừa Mô và các quan địa phương. Sau đó Cảnh mới chia binh làm hai đạo, một đạo do Tăng Dưỡng Tính tiến vào Chiết Giang tới sát bờ biển còn ông đích thân dẫn binh đánh vào Giang Tây, tới hồ Bà Dương vào cuối tháng 6 năm đó. Cùng thời gian đó, tướng Lưu Tiến Trung ở Triều Châu hưởng ứng nổi lên chống lại triều đình ở Quảng Đông. Khang Hi đế sợ Cảnh Tinh Trung liên minh được với Trịnh Kinh ở Đài Loan thì tình hình sẽ hết sức bất lợi nên cố gắng xoa dịu tình thế bằng cách hạ chiếu tuyên bố sẽ không truy cứu họ Cảnh nếu ông chịu quy thuận nhà Thanh. Cảnh và Trịnh vốn có hiềm khích từ trước nên liên minh bất thành. Nhà Thanh dè dặt không vọng động, chỉ sai Khang Thân vương Kiệt Thư điều động Lục Doanh từ Giang Nam xuống Hàng Châu chống với Cảnh Tinh Trung nhưng không thành công và đến cuối năm đó gần như toàn bộ phía nam sông Dương Tử đã ra ngoài tầm kiểm soát của triều đình.   

### Đầu hàng và cái chết
Kể từ năm Khang Hi thứ 15 (1676) trở về sau, ưu thế quân sự dần dần nghiêng về phía nhà Thanh sau khi bình định xong loạn Vương Phụ Thần tại Thiểm Tây và phiên vương Thượng Chi Tín ở Quảng Đông. Về phần Cảnh Tinh Trung tình hình ngày càng bi đát vì thiếu tiếp liệu, tướng sĩ chán nản. Các lực lượng chính của Cảnh ở Ôn Châu do Tăng Dưỡng Tính chỉ huy và ở Cù Châu do Mã Cửu Ngọc chỉ huy thì bị quân Thanh tấn công liên tiếp, càng lúc càng khốc liệt. Cảnh Tinh Trung nghĩ đến nước về hàng để được xá tội như trước kia hoàng đế đã hứa nhưng trước đó ông lỡ ra tay hạ sát Phạm Thừa Mô và 53 người khác để bịt miệng. Ngày 4 tháng 10  cùng năm, quân Thanh dưới quyền thống lĩnh của Kiệt Thư đã chiếm được Diên Bình, Cảnh Tinh Trung nhận thấy đại thế đã mất nên đành ra hàng rồi tình nguyện đem quân mình đi đánh các phiên vương kia. Việc Cảnh Tinh Trung trở giáo đã khiến loạn quân hoang mang tột độ, đồng thời giúp nhà Thanh có cơ hội tập trung binh mã phản công thế lực còn lại của Ngô Tam Quế. 
Mặc dù tình thế đã rất khó khăn nên đến đầu năm Khang Hi thứ 17 (1678), Ngô Tam Quế quyết định xưng đế, đóng đô tại Hoành Châu, đặt quốc hiệu là Đại Chu. Ít lâu sau đến cuối năm đó thì Ngô Tam Quế qua đời vì bệnh kiết lị, cháu là Ngô Thế Phiên nối ngôi nhưng thế lực đã rất suy yếu, phải lui xuống Côn Minh. Năm Khang Hi thứ 20 (1681), quân Thanh tấn công Vân Nam, Côn Minh thất thủ, Ngô Thế Phiên phải tự tử. Loạn Tam phiên chấm dứt, kéo dài tổng cộng 8 năm. 
Năm Khang Hi thứ 19 (1680), Trịnh Kinh bị quân Thanh đánh bại nên đành rút về Đài Loan. Cảnh Tinh Trung được mời vào trong cung yết kiến hoàng đế, thế nhưng Khang Hi đế đã ra lệnh cho Tam pháp ty bỏ tù ông. Sau khi bình định Vân Nam vào năm 1681, triều đình mới quyết định mang ông ra xử lăng trì vì tội danh mưu phản. Huynh trưởng của ông tên là Cảnh Tụ Trung còn lưu lại Bắc Kinh bên cạnh triều đình cùng với Khang Hi đế trong suốt cuộc nổi loạn nên không bị trừng phạt vì hành vi mưu phản của em mình. Cảnh Tụ Trung qua đời vì nguyên nhân tự nhiên vào năm 1687 với tước vị Tam đẳng tử (三等子).

## Hôn sự
Tước vị "Hòa Thạc Ngạch Phụ" (和碩額駙) được ban cho chồng của các công chúa nhà Thanh. Cảnh Trọng Minh, vốn là một kỳ chủ người Hán, được triều đình phong làm Tĩnh Nam Vương, rồi đến lượt con mình là Cảnh Kế Mậu đã cố gắng đưa cả hai người con là Cảnh Tinh Trung (耿精忠) và Cảnh Chiêu Trung (耿昭忠) vào triều làm thị vệ dưới thời Thuận Trị đế và kết hôn với phụ nữ dòng họ Ái Tân Giác La, như cô cháu gái của Thân vương A Ba Thái lấy Cảnh Chiêu Trung và cô con gái của Hào Cách (con Hoàng Thái Cực) lấy Cảnh Tinh Trung. Con gái của An Thân vương Nhạc Lạc là Hòa Thạch Nhu Gia Công chúa (和硕柔嘉公主) được gả cho Cảnh Tụ Trung (耿聚忠), một người con khác của Cảnh Kế Mậu.